# ميروسلاف بولاك
ميروسلاف بولاك (8 فبراير 1958 ببلغراد في صربيا - ) هو مدرب كرة قدم ولاعب كرة قدم صربي في مركز الوسط. لعب مع راد بيوغراد ونادي أوستريا سالزبورغ ونادي بارتيزان ونادي بانيونيوس ونادي مالمو.

## وصلات خارجية
- ميروسلاف بولاك على موقع قاعدة بيانات كرة القدم.إي يو (الإنجليزية)